# Hermes da Fonseca
Hermes Rodrigues da Fonseca (São Gabriel, 12 de maio de 1855 – Petrópolis, 9 de setembro de 1923) foi um militar e político brasileiro, presidente do Brasil entre 1910 e 1914. Foi o primeiro presidente brasileiro nascido no Rio Grande do Sul.
Sobrinho do marechal Deodoro da Fonseca, 1.º presidente do Brasil, do general João Severiano da Fonseca, Patrono do Serviço de Saúde do Exército, e filho do marechal Hermes Ernesto da Fonseca e de Rita Fernandes Barbosa.

## Biografia
Nascido em São Gabriel filho do militar e político alagoano Hermes Ernesto da Fonseca e da gaúcha Rita Emília Fernandes Barbosa, natural de Rio Pardo. O pai de Hermes foi enviado para a Guerra do Paraguai, após o fim da guerra a família mudou-se para o Rio de Janeiro.

### Carreira militar
Em 1871, aos dezesseis anos, concluiu seus estudos como bacharel em ciências e letras e matriculou-se na Escola Militar da Praia Vermelha. Durante esse período, teve Benjamin Constant como instrutor, uma figura que introduziu as ideias de Auguste Comte no Brasil. Apesar de não adotar uma posição positivista ortodoxa, não pôde evitar ser influenciado pelo mestre. Ao concluir seus estudos, desempenhou o papel de ajudante de ordens do príncipe Gastão de Orléans, também conhecido como conde d'Eu.
Apoiou a república proclamada por seu tio Manuel Deodoro da Fonseca, e foi convidado por este a ser ajudante-de-campo e secretário militar após a tomada de poder. Em dez meses passou de capitão a tenente-coronel.
Por ocasião da Segunda Revolta da Armada (1893), destacou-se, em Niterói, no comando da defesa do governo de Floriano Peixoto. De 1894, quando foi promovido a coronel, a 1896 comandou o 2° Regimento de Artilharia Montada, depois foi nomeado chefe da Casa Militar da Presidência. Comandou a Brigada Policial da Capital Federal, atual Polícia Militar do Estado do Rio de Janeiro, entre 1899 e 1904, quando assumiu o comando da Escola Militar do Realengo, que formava os oficiais do exército.
Como comandante da Escola Preparatória do Realengo, em 1904, reprimiu a Revolta da Vacina, movimento que, em nome da liberdade individual, protestou contra a obrigatoriedade da vacina antivariólica, traduzindo, também, a insatisfação popular mais ampla contra o regime.
Comandou a 1ª Região Militar, no Rio de Janeiro, de 24 de dezembro de 1904 até 7 de julho de 1906. O presidente Rodrigues Alves o promoveu a marechal.
Desempenhou vários cargos governamentais até se tornar ministro da Guerra, durante o governo de Afonso Pena (1906-1909), entre 15 de novembro de 1906 e 27 de maio de 1909.Nesse período constatou que o Exército "carece de pessoal e de material bélico, de organização e de comando". Para sanar esse problema, procurou reduzir diretorias e livrar o Estado-Maior do Exército de algumas tarefas administrativas, para que focasse em atividades de campanha. Também as diversas Escolas militares deveriam ser reduzidas, para diminuir a sobrecarga de oficiais subalternos nas fileiras do Exército.
Por sugestão do Barão do Rio Branco, enviou oficiais para treinamento no Império Alemão, os quais retornando ao Brasil, ficaram conhecidos como os "Jovens Turcos". Reformou o Exército e o Ministério com a criação de grandes unidades permanentes, as "Brigadas Estratégicas", e de serviços técnicos e administrativos. Dessas inovações, a mais importante foi a instituição do serviço militar obrigatório pela Lei do Sorteio de 1908. Entretanto, o sorteio só seria posto em prática em 1916. Devido à discussão na Câmara sobre a participação dos militares na vida política do país, pediu demissão do cargo. Foi depois ministro do Supremo Tribunal Militar (atual Superior Tribunal Militar).

### A eleição de 1910

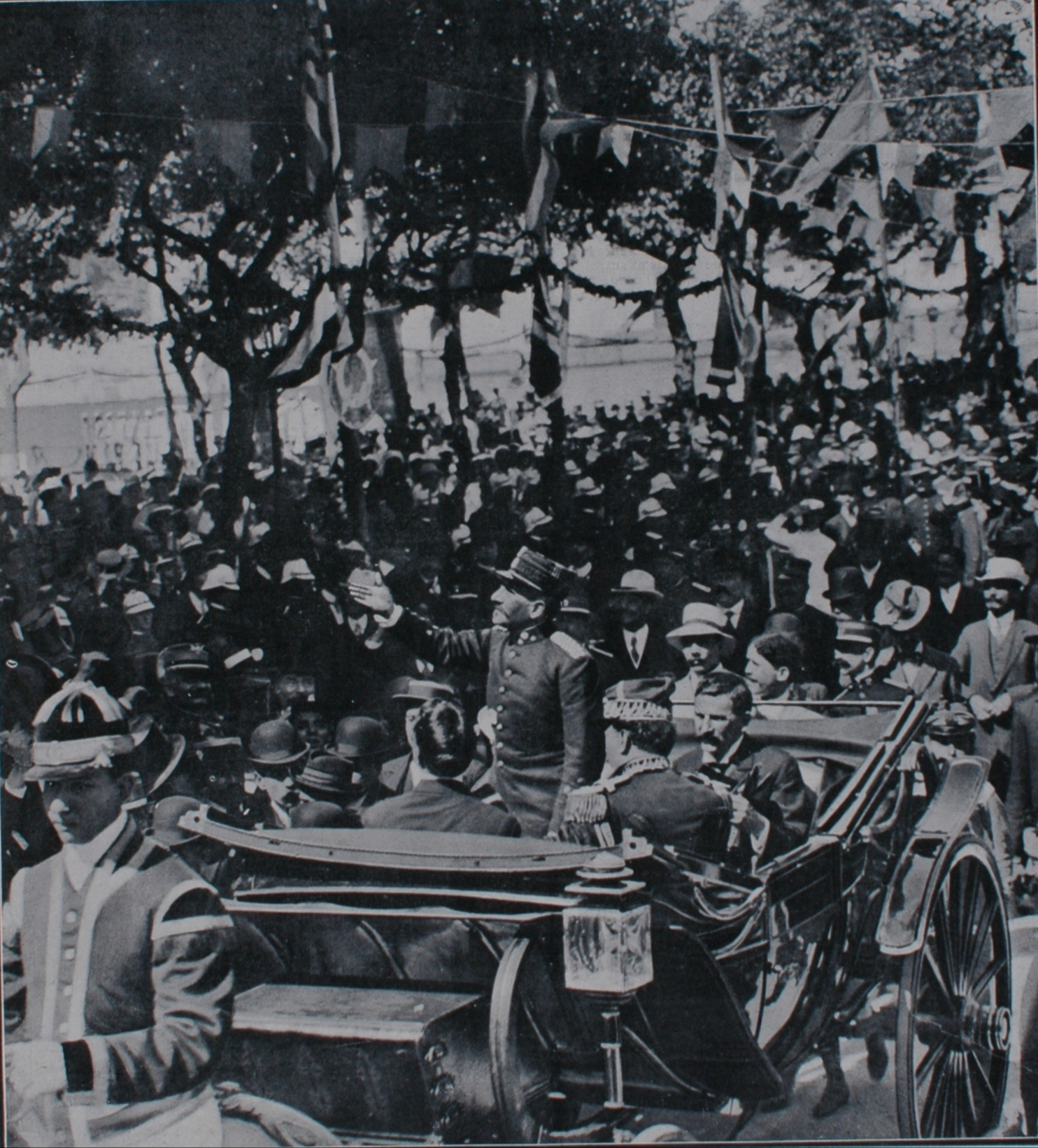
Hermes saúda o público presente em sua posse. Junto a Hermes na carruagem se encontram: Wenceslau Braz (à direita), seu vice presidente. No assento da frente (da esquerda para à direita), se encontram: Alcebíades Peçanha e Bento Ribeiro.

Em novembro de 1908, após regressar de uma viagem à Alemanha, onde assistira a manobras militares como convidado de Guilherme II, foi indicado para a sucessão presidencial. Contou com o apoio do presidente Nilo Peçanha, que substituiu Afonso Pena, e das representações estaduais no Congresso Nacional, à exceção das bancadas de São Paulo e Bahia, que apoiavam o nome do senador Ruy Barbosa e o presidente de São Paulo Albuquerque Lins como candidato a vice-presidente, e deram início à campanha civilista.
Pela primeira vez no regime republicano se instalou um clima de campanha eleitoral com a disputa entre civilistas e hermistas. Com o convite de Nilo Peçanha para que retornasse ao cargo no ministério, fortaleceu-se e venceu as eleições de 1910 contra Rui Barbosa.
Na eleição de 1º de março de 1910, o país se dividiu: Bahia, São Paulo, Pernambuco, o estado do Rio de Janeiro e parte de Minas Gerais, apoiaram o candidato Rui Barbosa, que tinha o presidente de São Paulo, Albuquerque Lins, como seu vice-presidente, e os demais estados apoiaram a candidatura de Hermes da Fonseca, que tinha Venceslau Brás como seu vice. Hermes e Vencesláu Brás venceram. Hermes teve 403 867 votos contra 222 822 votos dados a Rui Barbosa. Segundo o próprio Tribunal Superior Eleitoral, no entanto, a eleição de Fonseca se deu à custa de fraude (recorrente à época), isto é, a adulteração do resultado, facilitada pelo fato de o candidato conservador ser apoiado pelo então presidente, Nilo Peçanha.
Depois de eleito viajou à Europa, onde assistiu à queda da monarquia em Portugal.

### Na presidência da República

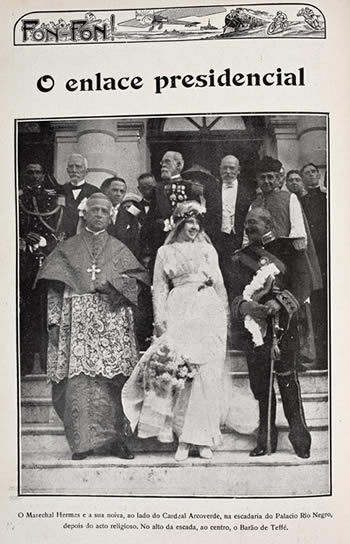
Casamento do Marechal Hermes da Fonseca com Nair de Tefé.

Hermes da Fonseca enfrentou, logo na primeira semana de governo, em novembro de 1910, a Revolta da Chibata, arquitetada por cerca de dois anos e que culminou num motim dos marinheiros no Encouraçado Minas Gerais, Encouraçado São Paulo, Encouraçado Deodoro e Cruzador Bahia, revolta liderada pelo marinheiro João Cândido Felisberto. Depois de conseguido o objetivo, o fim da aplicação da Chibata na Marinha, e concedida a anistia a todos os mais de dois mil marinheiros amotinados, o governo traiu sua palavra e começou um processo de expulsão de marinheiros. O primeiro motim, já controlado, foi seguido de um levante no batalhão de fuzileiros navais sem causa aparente. O Marechal Hermes ordenou o bombardeio aos portos e colocou o país em estado de sítio. Mais de 1200 marinheiros foram expulsos e centenas foram presos e mortos. Apesar de ser bastante popular quando eleito, sua imagem ficou bastante abalada depois da revolta. Dois anos depois, outra revolta veio conturbar sua presidência, a Guerra do Contestado, que não chegou a ser debelada até o fim de seu governo.

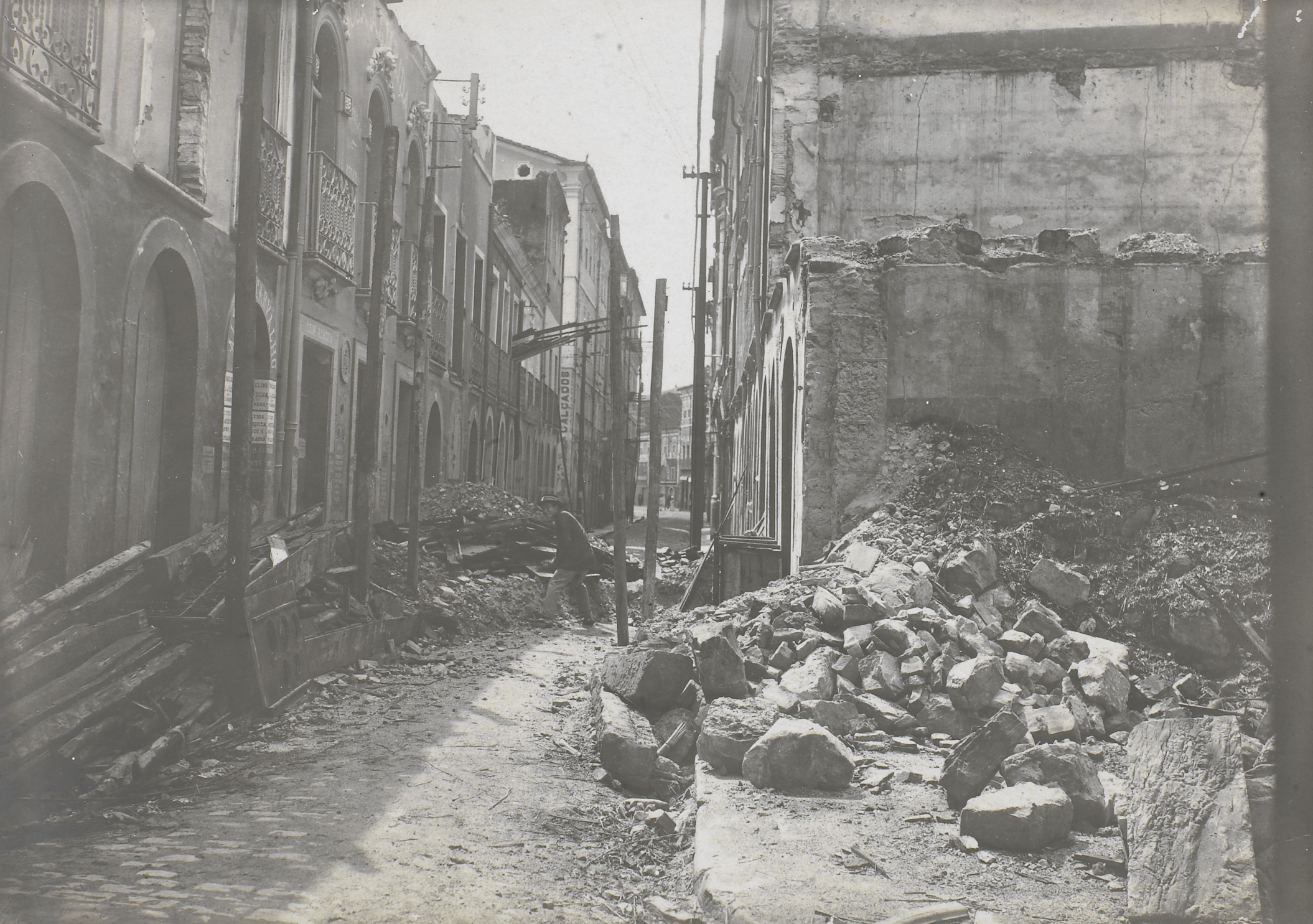
Rua de Salvador após bombardeio pelo Governo Federal durante a Política das Salvações

Durante sua presidência foram realizadas a chamada Política das Salvações, que, seja através de manobras eleitorais ou uso de força militar, tentou promover intervenções federais nos estados de São Paulo, Rio Grande do Sul, Pernambuco, Bahia, Piauí, Ceará e Alagoas, alegando a intenção de por fim aos esquemas políticos estaduais e a prática de corrupção, nomeando novos governantes apoiadores de seu governo. Tratava-se, assim, de uma política centralista. Apesar de obter sucesso nos estados de Pernambuco, Bahia e Alagoas, a Política das Salvações provocou violenta oposição tanto popular quanto política e causaram um rompimento de suas relações com o senador Pinheiro Machado, que era favorável ao status quo. Muitos elementos das políticas estaduais entraram em luta armada e conseguiram derrotar o governo, com os combates mais violentos acontecendo no Ceará, onde políticos estaduais se aliaram ao popular padre católico Cícero Romão para se opor a intervenção do governo no que ficou conhecido como Sedição de Juazeiro.
Em seu governo ocorreu nova renegociação da dívida externa brasileira, em 1914, com um segundo funding loan (o primeiro fora negociado por Campos Sales), pois a situação financeira do Brasil não andava bem. Sua política externa manteve a aproximação com os Estados Unidos, traçada pelo chanceler barão do Rio Branco, que continuou no cargo de ministro, até 1912, quando faleceu.
No plano interno, prosseguiu o programa de construção de ferrovias, incluindo a ferrovia Madeira-Mamoré e de escolas técnico-profissionais, delineado no governo Afonso Pena. Instalou a Universidade do Paraná. Concluiu as reformas e obras da Vila Militar de Deodoro e do Hospital Central do Exército (HCE), entre outras, além das vilas operárias no Rio de Janeiro, no subúrbio de Marechal Hermes e no bairro da Gávea.

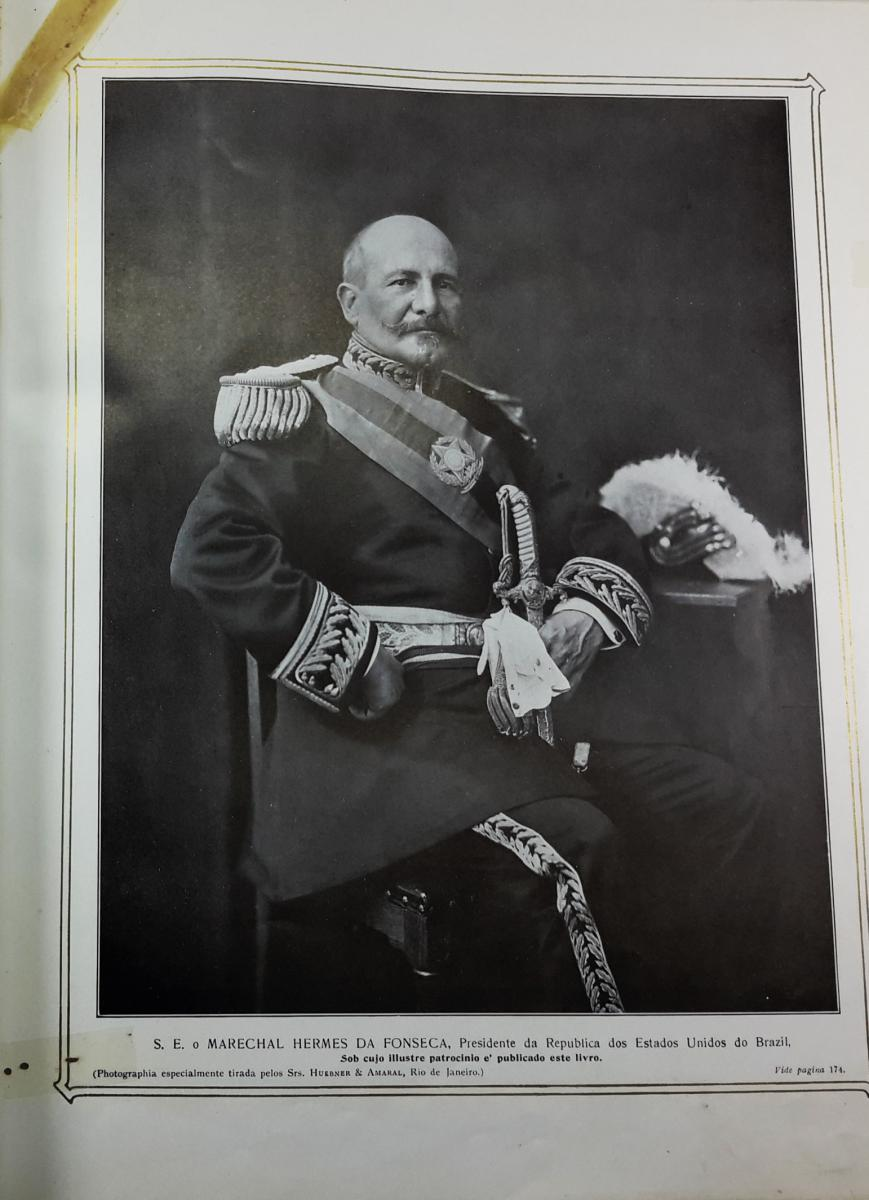
Imagem de Hermes da Fonseca usando a então recém-criada Faixa presidencial do Brasil.

Com as mobilizações sindicais cada vez maiores no Rio de Janeiro, o presidente Hermes tomou uma atitude até então inédita na Primeira República brasileira, que tendia para a repressão de movimentos sindicalistas: Patrocinou, em 1912, transportando e fornecendo instalações, a realização do IV Congresso Operário Brasileiro, que fora organizado por seu filho, o então deputado Mário Hermes. Tal ação do governo, entretanto, foi vista com desconfiança por líderes sindicais, que desgostavam da chamada corrente sindicalista "amarela", que buscava colaboração com o governo.
Foi o único presidente a casar durante o mandato presidencial, sua primeira esposa, Orsina Francioni da Fonseca, com quem casou-se em 16 de abril de 1879, veio a falecer em 30 de novembro de 1912. Sua segunda esposa foi a caricaturista Nair de Tefé von Hoonholtz, filha do barão de Teffé. Nair seria hoje considerada uma feminista e, em sua longa vida, chegaria a participar das primeiras comemorações do Ano Internacional da Mulher. As cerimônias civil e religiosa ocorreram no dia 8 de dezembro de 1913, no Palácio Rio Negro, em Petrópolis.
Durante seu governo, foi editado um decreto instituindo o uso da faixa presidencial no Brasil, sendo ele mesmo o primeiro presidente a usá-la e o primeiro a passá-la a seu sucessor. Desde então, todos os presidentes a recebem na ocasião da posse.
Hermes da Fonseca é um dos três únicos militares que chegou à Presidência da República de forma direta e eleitoral. Os outros dois foram Eurico Gaspar Dutra e Jair Bolsonaro. Durante todo o seu mandato andou fardado, inclusive durante as reuniões ministeriais.

### Após a presidência
Ao deixar a presidência, em novembro de 1914, candidatou-se ao Senado pelo Rio Grande do Sul, mas se recusou a assumir a cadeira, em virtude do assassinato de José Gomes Pinheiro Machado, no dia em que deveria ser diplomado, em setembro de 1915. Viajou para a Europa, afastando-se da política, e só retornou ao Brasil após seis anos de vida na Suíça (1920), quando se iniciava uma nova campanha presidencial.
Acolhido carinhosamente pelos militares, foi conduzido à presidência do Clube Militar em 1921. Nesta condição entrou em conflito com o governo de Epitácio Pessoa ao prestigiar as forças políticas que apoiaram a candidatura de Nilo Peçanha, no movimento "reação republicana", e envolver-se na frustrada revolta militar de 1922, conhecida como revolta do forte de Copacabana.
Durante a eleição presidencial de 1922, a crise das cartas falsas contra Hermes da Fonseca, onde era chamado de "sargentão sem compostura", foram atribuídas à autoria de Artur Bernardes, o que causou tumulto imenso naquelas eleições.
Sua prisão foi então decretada pelo presidente Epitácio Pessoa em 2 de julho de 1922. No dia seguinte foi libertado por ordem do mesmo presidente Epitácio. Preso novamente no dia 5 de julho acusado de conspiração na revolta que se iniciou nessa data no Rio de Janeiro, passou seis meses preso, libertado por habeas corpus em janeiro de 1923. Doente, retirou-se para Petrópolis, hospedando-se com seus sogros, os barões de Tefé. Lá morreu em 9 de setembro de 1923. Foi sepultado no cemitério da cidade.

## Composição do governo
A composição do governo do marechal Hermes da Fonseca foi:

### Órgãos da presidência
| Órgão                                  | Nome                                 | Período                | Período                |
| Órgão                                  | Nome                                 | Início                 | Fim                    |
| -------------------------------------- | ------------------------------------ | ---------------------- | ---------------------- |
| Secretaria da Presidência da República | Alcebíades Peçanha                   | 15 de novembro de 1910 | 7 de abril de 1913     |
| Secretaria da Presidência da República | Jesuíno Ubaldo Cardoso de Melo       | 7 de abril de 1913     | 10 de novembro de 1914 |
| Consultoria Geral da República         | Tristão de Alencar Araripe Júnior    | 15 de novembro de 1910 | 29 de outubro de 1911  |
| Consultoria Geral da República         | Rodrigo Octavio de Langgaard Meneses | 9 de novembro de 1911  | 12 de abril de 1912    |
| Consultoria Geral da República         | Manoel Álvaro de Souza Sá Vianna     | 12 de abril de 1912    | 1 de agosto de 1913    |
| Consultoria Geral da República         | Rodrigo Octavio de Langgaard Meneses | 1 de agosto de 1913    | 15 de novembro de 1914 |

### Ministérios
| Ministério                                      | Ministro(s)                                                         | Período                 | Período                 |
| Ministério                                      | Ministro(s)                                                         | Início                  | Fim                     |
| ----------------------------------------------- | ------------------------------------------------------------------- | ----------------------- | ----------------------- |
| Ministério da Justiça e Negócios Interiores     | Rivadávia da Cunha Correia                                          | 15 de novembro de 1910  | 12 de agosto de 1913    |
| Ministério da Justiça e Negócios Interiores     | Uladislau Herculano de Freitas                                      | 12 de agosto de 1913    | 15 de novembro de 1914  |
| Ministério da Marinha                           | contra-almirante Joaquim Marques Batista de Leão                    | 15 de novembro de 1910  | 11 de janeiro de 1912   |
| Ministério da Marinha                           | vice-almirante Manuel Inácio Belfort Vieira                         | 11 de janeiro de 1912   | 12 de julho de 1913     |
| Ministério da Marinha                           | general Vespasiano Gonçalves de Albuquerque e Silva (interino)      | 12 de julho de 1913     | 2 de agosto de 1913     |
| Ministério da Marinha                           | vice-almirante Alexandrino Faria de Alencar                         | 2 de agosto de 1913     | 15 de novembro de 1914  |
| Ministério da Guerra                            | general Emídio Dantas Barreto                                       | 15 de novembro de 1910  | 12 de setembro de 1911  |
| Ministério da Guerra                            | general Antônio Adolfo da Fontoura Mena Barreto                     | 12 de setembro de 1911  | 30 de março de 1912     |
| Ministério da Guerra                            | general Vespasiano Gonçalves de Albuquerque e Silva                 | 30 de março de 1912     | 15 de novembro de 1914  |
| Ministério das Relações Exteriores              | José Maria da Silva Paranhos Júnior, barão do Rio Branco (interino) | 15 de novembro de 1910  | 10 de fevereiro de 1912 |
| Ministério das Relações Exteriores              | Enéas Martins (interino)                                            | 10 de fevereiro de 1912 | 14 de fevereiro de 1912 |
| Ministério das Relações Exteriores              | Lauro Müller                                                        | 14 de fevereiro de 1912 | 15 de novembro de 1914  |
| Ministério da Fazenda                           | Francisco Antônio de Salles                                         | 15 de novembro de 1910  | 9 de maio de 1913       |
| Ministério da Fazenda                           | Rivadávia da Cunha Correia                                          | 9 de maio de 1913       | 15 de novembro de 1914  |
| Ministério da Viação e Obras Públicas           | José Joaquim Seabra                                                 | 15 de novembro de 1910  | 26 de janeiro de 1912   |
| Ministério da Viação e Obras Públicas           | Pedro Manuel de Toledo (interino)                                   | 26 de janeiro de 1912   | 26 de fevereiro de 1912 |
| Ministério da Viação e Obras Públicas           | José Barbosa Gonçalves                                              | 26 de fevereiro de 1912 | 15 de novembro de 1914  |
| Ministério da Agricultura, Indústria e Comércio | Pedro Manuel de Toledo                                              | 5 de novembro de 1910   | 18 de novembro de 1913  |
| Ministério da Agricultura, Indústria e Comércio | José Joaquim Seabra (interino)                                      | 3 de março de 1911      | 30 de março de 1911     |
| Ministério da Agricultura, Indústria e Comércio | José Barbosa Gonçalves (interino)                                   | 4 de maio de 1912       | 29 de maio de 1912      |
| Ministério da Agricultura, Indústria e Comércio | Manuel Edviges de Queirós Vieira                                    | 19 de novembro de 1913  | 15 de novembro de 1914  |

## Representações na cultura
O marechal Hermes da Fonseca já foi retratado como personagem na televisão, interpretado por Othon Bastos na minissérie "Mad Maria" (2005).